# Vũ trụ học tôn giáo
Vũ trụ học tôn giáo là sự giải thích về nguồn gốc, sự tiến hóa và số phận cuối cùng của vũ trụ, từ góc độ tôn giáo. Điều này có thể bao gồm niềm tin về nguồn gốc dưới dạng huyền thoại sáng thế, quá trình tiến hóa tiếp theo, hình thức và bản chất tổ chức hiện tại, và định mệnh cuối cùng. Có nhiều truyền thống khác nhau trong tôn giáo hoặc thần thoại tôn giáo khẳng định cách thức và lý do tại sao mọi thứ diễn ra như vậy và tầm quan trọng của tất cả. Vũ trụ học tôn giáo mô tả sự bố trí không gian của vũ trụ về thế giới mà con người thường ở cũng như các chiều không gian khác, chẳng hạn như bảy chiều không gian của tôn giáo; đó là nghi thức, kinh nghiệm và cảm xúc, tường thuật và thần thoại, giáo lý, đạo đức, xã hội và vật chất. Thần thoại tôn giáo có thể bao gồm các mô tả về một hành động hoặc quá trình tạo ra bởi một vị thần sáng tạo hoặc lớn hơn đền thờ các vị thần, giải thích về sự biến đổi của sự hỗn loạn vào nề nếp, hoặc sự khẳng định rằng sự tồn tại là một vấn đề biến đổi theo chu kỳ vô tận. Khác với vũ trụ học tôn giáo từ một chặt chẽ khoa học vũ trụ thông qua các kết quả của nghiên cứu về thiên văn học và các lĩnh vực tương tự, và có thể khác nhau về khái niệm hóa của cấu trúc của thế giới vật chất và vị trí trong vũ trụ, sáng tạo của nó, và dự báo hoặc dự đoán về tương lai của nó.
Phạm vi của vũ trụ học tôn giáo bao trùm hơn vũ trụ học khoa học nghiêm ngặt (vũ trục học vật lý) ở chỗ vũ trụ học tôn giáo không giới hạn ở quan sát thực nghiệm, kiểm tra giả thuyết và đề xuất lý thuyết; ví dụ, vũ trụ học tôn giáo có thể giải thích tại sao mọi thứ lại diễn ra như vậy hoặc có vẻ như nó là như vậy và quy định những gì con người nên làm trong ngữ cảnh. Những biến thể trong vũ trụ học tôn giáo bao gồm những biến thể có nguồn gốc từ Ấn Độ, chẳng hạn như Phật giáo, Hindu và Jaina giáo; các tín ngưỡng tôn giáo của Trung Quốc; và, niềm tin của các tín ngưỡng Abraham, chẳng hạn như Do Thái giáo, Cơ đốc giáo và Hồi giáo. Các vũ trụ học tôn giáo thường phát triển thành lôgic học chính thức của các hệ thống siêu hình, chẳng hạn như thuyết Platon, thuyết Tân sinh học, thuyết Ngộ đạo, Đạo giáo, Kabbalah, hoặc chuỗi hiện hữu vĩ đại.